# 沙尔松维尔
沙尔松维尔（法語：Charsonville，法語發音：[ʃaʁsɔ̃vil]）是法国卢瓦雷省的一个市镇，属于奥尔良区。

## 地理
沙尔松维尔（47°55'44"N, 1°34'48"E）面积24.55 平方千米，位于法国中央-卢瓦尔河谷大区卢瓦雷省，该省份为法国中北部省份，北起埃松省，西北接厄尔-卢瓦省，西南接卢瓦-谢尔省，南至涅夫勒省和谢尔省，东临约讷省，东北接塞纳-马恩省。
与沙尔松维尔接壤的市镇（或旧市镇、城区）包括：博斯拉罗迈讷、巴孔、库尔米耶、博斯地区埃皮耶。

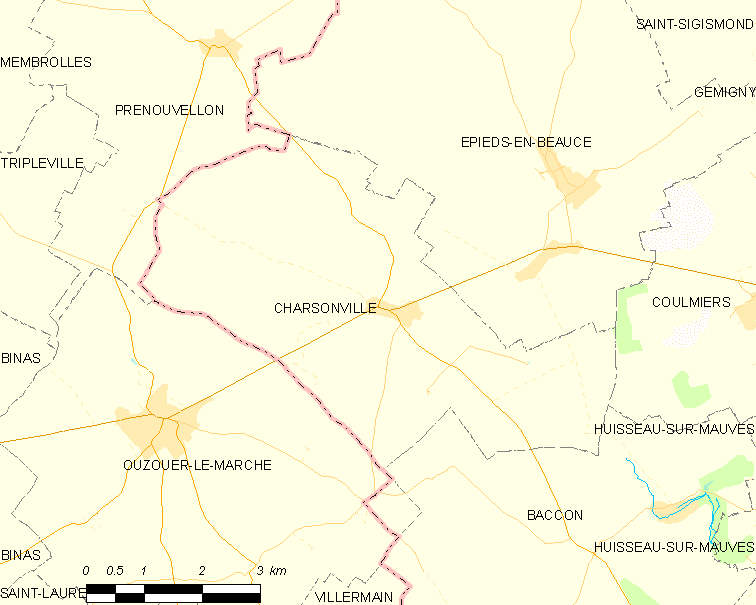
沙尔松维尔的OSM定位图

沙尔松维尔的时区为UTC+01:00、UTC+02:00（夏令时）。

## 行政
沙尔松维尔的邮政编码为45130，INSEE市镇编码为45081。

## 政治
沙尔松维尔所属的省级选区为卢瓦尔河畔默恩县。

## 人口

1962-2008年间沙尔松维尔人口变化图示

沙尔松维尔于2022年1月1日时的人口数量为611人。